# Matthias Lohre
Matthias Lohre (* 1976) ist ein deutscher Schriftsteller, Sachbuchautor und Journalist. Er lebt in Berlin.

## Leben und Werk
Nach dem Zivildienst studierte Lohre ab Herbst 1996 Mittlere und Neuere Geschichte, Anglo-Amerikanische Geschichte und Anglistik an der Universität zu Köln. Das Studium schloss er im Sommer 2001 mit dem Magister-Examen ab. Im Anschluss absolvierte er ein dreimonatiges Praktikum bei der deutsch-jüdischen Wochenzeitung Aufbau in New York City. Dort wurde er Augenzeuge der Angriffe auf das World Trade Center am 11. September 2001.
Von April 2002 bis September 2003 absolvierte Lohre die 17. Lehrredaktion der Berliner Journalisten-Schule.
Von 2005 bis 2014 arbeitete er als Redakteur der tageszeitung in Berlin. Seine thematischen Schwerpunkte waren deutsche Parteipolitik und Zeitgeschichte. In der Zeitung erschien zwischen 2009 und 2013 zudem seine Kolumne „Männer“, anschließend bis Ende 2014 die Kolumne „Konservativ“.
Im Rahmen des deutsch-asiatischen Programms der Internationalen Journalisten-Programme (IJP) erhielt Lohre 2009 ein Arbeitsstipendium.,  mit dem er zwei Monate lang China und Hongkong bereiste.
Das Kolumnen-Thema „Männer“ führte zum Entstehen seiner populären Sachbücher „Milde Kerle“ und „Der Film-Verführer“ (beide 2013). Sie behandeln den Umgang mit heutigen Geschlechterrollen.
Im Jahr 2016 erschien sein drittes Sachbuch Das Erbe der Kriegsenkel, das sich zwei Wochen lang in der Spiegel-Bestsellerliste platzierte Darin schildert Lohre seine Herkunft als Kind zweier Kriegskinder und beschreibt an seinem Beispiel Langzeitfolgen traumatischer Erfahrungen von Kriegskindern, deren Auswirkungen auf Kriegsenkel sowie mögliche Lösungswege.
Die Folgen unverstandener Seelennöte behandelt auch sein 2019 erschienenes Sachbuch Das Opfer ist der neue Held. Im Zentrum steht die Frage: Wie bewirken verdrängte Traumata, dass sich Menschen weltweit ängstlich, gefährdet und ungewollt fühlen? Lohre zufolge bringt unsere Gesellschaft, die Konkurrenz, Misstrauen und Vereinzelung belohne, millionenfach Opfer-Haltungen hervor. Wer schon als Kind keine oder zu wenig Zuwendung erfahren habe, lerne, die Welt als bedrohlichen Ort und sich selbst als mangelhaft zu verstehen. Den derart Traumatisierten bliebe die wahre Ursache ihrer Ängste aber meist verborgen. Stattdessen suchten sie Halt und Bestätigung bei Anführern, Ideologien oder Schwarz-Weiß-Denken, die sie jedoch bloß in ihrer Opferhaltung bestärkten. Seine These erläutert Lohre am Beispiel Donald Trumps, der Brexit-Kampagne, der AfD sowie der Nazi-Zeit und der DDR. Zudem schildert er Auswege aus der Opferrolle. Die Bundeszentrale für politische Bildung übernahm Das Opfer ist der neue Held 2021 in ihre Schriftenreihe.
Sein 2021 veröffentlichter Debütroman Der kühnste Plan seit Menschengedenken erzählt die fiktionalisierte Lebensgeschichte von Irene und Herman Sörgel. Der Münchener Architekt und seine Frau, eine Kunsthändlerin aus jüdischem Elternhaus, propagierten ab 1928 die Verbindung Europas und Afrikas zu einem Superkontinent. Das Projekt erreichte unter dem Titel Atlantropa weite Bekanntheit und wurde international ernsthaft diskutiert. Die Sörgels wollten mit Hilfe dreier gewaltiger Dämme das Mittelmeer um mehrere hundert Meter absenken, damit fruchtbare Acker- und Siedlungs-Flächen von der Größe Spaniens aus den Fluten stiegen. So wollten sie Überbevölkerung, Hunger und einem weiteren Weltkrieg entgegenwirken. Das Projekt erhielt über mehrere politische Systeme hinweg immer wieder Zuspruch, endete aber mit dem ungeklärten Tod Herman Sörgels, nachdem dieser 1952 in München von einem Auto angefahren wurde. Der Fahrer des Wagens wurde nie ermittelt. „Doch wie“, fragte die Frankfurter Allgemeine Zeitung in ihrer Rezension, „lässt sich diese Geschichte spannend erzählen, wenn jeder das Ende schon kennt?“ Und kam zum Schluss, dem Autor sei „das eindrucksvoll gelungen, indem er nicht nur vom Großvorhaben erzählt, sondern den persönlichen Dramen der Protagonisten Raum gewährt, die ebenso fesseln wie die Idee einer gänzlich veränderten Welt“. Das Ergebnis reiße mit, „in die damalige Zeit, ins nächste Kapitel und oft noch viel weiter“.
2022 war Lohre Mitgründer des PEN Berlin.
Anfang 2025 veröffentlichte er seinen zweiten Roman, Teufels Bruder, über die historisch verbürgte Italien-Reise von Heinrich und Thomas Mann in den Jahren 1896 bis 1898. Wie Lohre die Geschichte der "geheimnisumwitterte(n)" Reise erzähle, zeuge von "Kennerschaft und außerordentlicher Sprachkunst", urteilte Peer Teuwsen in der Neuen Zürcher Zeitung am Sonntag. "Die Atmosphäre erinnert an den 'Tod in Venedig'. Und die Identitätsfindung von Thomas Mann, auch die sexuelle, ist so berührend wie unheimlich dargestellt." In der Welt am Sonntag preist Tilman Krause den "komplex konstruierten und von großer Kenntnis des Mann’schen Werkes geleiteten Roman". Dieser laufe "zur Hochform" auf, "wo Lohre sich in seinen jungen ehrgeizigen Protagonisten einfühlt." Alexander Cammann lobte Teufels Bruder im Internetauftritt der Zeit als "originellen Roman", "der Thomas Mann kunstvoll selbst in eine Romanfigur verwandelt". Die Schriftstellerin und Moderatorin Marion Brasch erklärte ihn auf Radio Eins zu einem "großartigen Roman".

## Auszeichnungen
- Stipendium der Carl-Duisberg-Gesellschaft 2001
- Stipendium der Karl-Gerold-Stiftung 2002
- Stipendium der Internationalen Journalisten-Programme (IJP) 2009

- Stipendium der Berliner Senatsverwaltung für Kultur und Europa im Bereich Literatur 2018[20]

## Bücher

### Romane
- Teufels Bruder. Piper, 2025, ISBN 978-3-492-07279-3.
- Der kühnste Plan seit Menschengedenken. Verlag Klaus Wagenbach, 2021, ISBN 978-3-8031-3336-6.

### Sachbücher
- Das Opfer ist der neue Held. Warum es heute Macht verleiht, sich machtlos zu geben. Gütersloher Verlagshaus, 2019, ISBN 978-3-579-01478-4.
- Das Erbe der Kriegsenkel. Was das Schweigen der Eltern mit uns macht. Gütersloher Verlagshaus, Gütersloh 2016, ISBN 978-3-579-08636-1.
- Der Film-Verführer. Warum Frauen Action lieben und Männer Romantik wollen. Krüger, Frankfurt am Main 2013, ISBN 978-3-8105-1153-9.
- Milde Kerle. Was Frauen heute alles über Männer wissen müssen. Krüger, Frankfurt am Main 2013, ISBN 978-3-8105-1320-5.